# 延昌 (高昌)
延昌（561年—601年）是高昌君主麴固的年號，共41年。
该年号由黄文弼根据高昌时期的残纸和《麴氏造寺碑》上的文字，考据出是麴乾固的年号。

## 纪年
| 延昌 | 元年     | 二年     | 三年     | 四年     | 五年     | 六年     | 七年     | 八年     | 九年     | 十年   |
| ---- | -------- | -------- | -------- | -------- | -------- | -------- | -------- | -------- | -------- | ------ |
| 公元 | 561年    | 562年    | 563年    | 564年    | 565年    | 566年    | 567年    | 568年    | 569年    | 570年  |
| 干支 | 辛巳     | 壬午     | 癸未     | 甲申     | 乙酉     | 丙戌     | 丁亥     | 戊子     | 己丑     | 庚寅   |
| 延昌 | 十一年   | 十二年   | 十三年   | 十四年   | 十五年   | 十六年   | 十七年   | 十八年   | 十九年   | 二十年 |
| 公元 | 571年    | 572年    | 573年    | 574年    | 575年    | 576年    | 577年    | 578年    | 579年    | 580年  |
| 干支 | 辛卯     | 壬辰     | 癸巳     | 甲午     | 乙未     | 丙申     | 丁酉     | 戊戌     | 己亥     | 庚子   |
| 延昌 | 二十一年 | 二十二年 | 二十三年 | 二十四年 | 二十五年 | 二十六年 | 二十七年 | 二十八年 | 二十九年 | 三十年 |
| 公元 | 581年    | 582年    | 583年    | 584年    | 585年    | 586年    | 587年    | 588年    | 589年    | 590年  |
| 干支 | 辛丑     | 壬寅     | 癸卯     | 甲辰     | 乙巳     | 丙午     | 丁未     | 戊申     | 己酉     | 庚戌   |
| 延昌 | 三十一年 | 三十二年 | 三十三年 | 三十四年 | 三十五年 | 三十六年 | 三十七年 | 三十八年 | 三十九年 | 四十年 |
| 公元 | 591年    | 592年    | 593年    | 594年    | 595年    | 596年    | 597年    | 598年    | 599年    | 600年  |
| 干支 | 辛亥     | 壬子     | 癸丑     | 甲寅     | 乙卯     | 丙辰     | 丁巳     | 戊午     | 己未     | 庚申   |
| 延昌 | 四十一年 |          |          |          |          |          |          |          |          |        |
| 公元 | 601年    |          |          |          |          |          |          |          |          |        |
| 干支 | 辛酉     |          |          |          |          |          |          |          |          |        |

## 參看
- 中国年号索引
  - 其他使用延昌年號的政權
- 同期存在的其他政权年号
  - 大定（555年正月—562年正月）：西梁政權梁宣帝蕭詧的年号
  - 天保（562年二月—585年十二月）：西梁政權梁明帝萧岿的年号
  - 广运（586年正月—587年九月）：西梁政權梁後主萧琮的年号
  - 天嘉（560年正月—566年二月）：南朝陈政權陳文帝陈蒨的年号
  - 天康（566年二月—十二月）：南朝陈政權陳文帝陈蒨的年号
  - 光大（567年正月—568年十二月）：南朝陈政權陳廢帝陈伯宗的年号
  - 太建（569年正月—582年十二月）：南朝陈政權陳宣帝陈顼的年号
  - 至德（583年正月—586年十二月）：南朝陈政權陳後主陈叔宝的年号
  - 禎明（587年正月—589年正月）：南朝陈政權陳後主陈叔宝的年号
  - 皇建（560年八月—561年十一月）：北齊政权齊孝昭帝高演年号
  - 太寧（561年十一月—562年四月）：北齊政权齊武成帝高湛年号
  - 河清（562年四月—565年四月）：北齊政权齊武成帝高湛年号
  - 天統（565年四月—569年十二月）：北齊政权齊後主高纬年号
  - 武平（570年正月—576年十二月）：北齊政权齊後主高纬年号
  - 隆化（576年十二月）：北齊政权齊後主高緯年号
  - 德昌（576年十二月）：北齊政权安德王高延宗年号
  - 承光（577年正月—三月）：北齊政权幼主高恆年号
  - 武平（578年）：北齊政权范阳王高绍义年号
  - 武成（559年八月—560年十二月）：北周政权周明帝宇文毓年号
  - 保定（561年正月—565年十二月）：北周政权周武帝宇文邕年号
  - 天和（566年正月—572年三月）：北周政权周武帝宇文邕年号
  - 建德（572年三月—578年三月）：北周政权周武帝宇文邕年号
  - 石平（577年十一月）：北周時期領導劉沒鐸年号
  - 宣政（578年三月—十二月）：北周政权周武帝宇文邕年号
  - 大成（579年正月—二月）：北周政权周宣帝宇文赟年号
  - 大象（579年二月—580年十二月）：北周政权周靜帝宇文衍年号
  - 大定（581年正月—二月）：北周政权周靜帝宇文衍年号
  - 开皇（581年二月—600年十二月）：隋朝政权隋文帝杨坚年号
  - 仁壽（601年正月—604年十二月）：隋朝政权隋文帝杨坚年号
  - 開國（551年—568年）：新羅真興王之年號
  - 鴻濟（572年—584年）：新羅真興王、真智王之年號
  - 建福（584年—634年）：新羅真平王之年號